# Хенодезоксихолевая кислота
Хенодезоксихолевая кислота (синоним: антроподезоксихолевая кислота, 3α, 7α-диокси-5β-холановая кислота) — кислота из группы жёлчных кислот. Эмпирическая формула С24H40O4.

## Роль в пищеварении
Хенодезоксихолевая кислота — одна из двух важнейших для человеческого организма жёлчных кислот (вторая — холевая), относящихся к так называемым первичным жёлчным кислотам, образующихся в гепатоцитах печени при окислении холестерина. Скорость синтеза хенодезоксихолевой кислоты у взрослого человека в норме примерно 200—300 мг/сутки. В жёлчном пузыре хенодезоксихолевая кислота присутствуют главным образом в виде конъюгатов — парных соединений с глицином и таурином. При конъюгирования с глицином образуются гликохенодезоксихолевая, а с таурином (точнее, с продуктом деградации цистеина — предшественника таурина) — таурохенодезоксихолевая кислоты.

## Медицинское применение
Хенодезоксихолевая кислота — международное непатентованное название лекарственного препарата, имеющего код АТХ A05AA01.
В 1981 году фармацевты Чехословакии разработали технологию получения хенодезоксихолевой кислоты из желчи домашней птицы (ранее это лекарство получали путём синтеза).